# 미시마 차량 사업소
미시마 차량 사업소(일본어: 三島車両所)는 일본 시즈오카현 슨토군에 있는 신칸센 차량 사업소이다. 미시마역 구내와 가까운 거리에 위치해 있기 때문에 출퇴근 시간대 미시마역 시종착 열차가 상하향선에서 10회가 운행하고 있다.